# Quelle (Radsportteam)
Quelle war ein deutsches professionelles Radsportteam. Sponsor waren das Unternehmen Quelle aus Burgkunstadt, das im Versandhandel tätig war.

## Geschichte
Das Radsportteam Quelle war eine der ersten Profimannschaften in Deutschland, die nicht aus dem Bereich der Fahrradindustrie gesponsert wurden. Das Engagement im Berufsradsport bestand nur für die Saison 1961. Unter Vertrag waren Radrennfahrer aus Deutschland, Polen und den Niederlanden. Piet Rentmeester konnte in jener Saison vier Siege holen, Palle Lykke siegte im Sechstagerennen von Aarhus.

## Erfolge
- Putte–Kapellen
- Sechstagerennen von Aarhus

## Bekannte Fahrer
- Palle Lykke
- Wout Wagtmans
- Piet Rentmeester